# Masih Alineżad
Masih Alineżad (ur. 11 września 1976 w Ghomi Kola) – irańska aktywistka na rzecz praw kobiet i dziennikarka.

## Życiorys
Urodziła się 11 września 1976 r. w Ghomi Kola. Od młodości była zainteresowana polityką, już w 1996 r. ciężarna Alineżad została aresztowana z bratem i ówczesnym mężem za rozrzucanie ulotek krytykujących islamski ustrój. Po krótkim procesie bez dostępu do prawnika została skazana, jednak szybko ją zwolniono, z kolei jej towarzysze odbyli karę 2,5 roku więzienia.
W 2001 r. zaczęła pracę dziennikarki w gazecie Hamshahri, a także współpracowała z innymi gazetami (m.in. Shargh i Bahar), które potem w większości zostały zamknięte przez władze. Następnie została dziennikarką polityczną, akredytowaną do miejscowego parlamentu z ramienia Irańskiej Robotniczej Agencji Prasowej. Zasłynęła z ostrej krytyki rządu. Po zarzuceniu w 2005 r. licznym parlamentarzystom nieprawidłowości finansowych jej akredytacja została cofnięta.
W następnych latach kontynuowała dziennikarstwo śledcze. Podczas zamieszek po sfałszowanych wyborach prezydenckich w 2009 r., władze zaprzeczały jakimkolwiek aktom przemocy wobec demonstrantów, Alineżad udokumentowała przypadki 57 ofiar zabitych podczas demonstracji. W związku z nasilającą się po tych wyborach kampanią represji wobec działaczy obywatelskich, dziennikarzy i blogerów, dla własnego bezpieczeństwa wyjechała do Londynu. W 2014 r. przeniosła się do Stanów Zjednoczonych, gdzie zajęła się tworzeniem filmów dokumentalnych i pracą w mediach, m.in. perskojęzycznej redakcji telewizji Głos Ameryki i perskojęzycznym radiu Farda.
Alineżad walczy o prawa kobiet, zachęcając do nienoszenia obowiązkowych nakryć głowy – hidżabów. W 2014 r. uruchomiła na Facebooku stronę My Stealthy Freedom, na której publikuje zdjęcia i nagrania udostępnione przez Iranki, które odważyły się zrzucić hidżab. Strona szybko zyskała ponad milion obserwujących i międzynarodową popularność. W 2019 r. władze Iranu ogłosiły, że kobietom, które prześlą materiały na jej stronę, grozi 10 lat więzienia, a ona sama została uznana za wroga kraju. Władze Iranu w państwowych mediach wielokrotnie ją szkalowały, nazywając prostytutką i osobą moralnie zepsutą, rozpowszechniały także fałszywe informacje na temat rzekomego gwałtu, którego dokonano na niej w Londynie.
W 2015 r. Geneva Summit for Human Rights and Democracy wyróżniło ją nagrodą za dawanie głosu osobom go pozbawionym.
W 2019 r. FBI udaremniło akcję, w której irańskie służby próbowały uprowadzić ją z Nowego Jorku przez Wenezuelę do Iranu, dwa lata później FBI aresztowało osoby zamieszane w próbę kolejnego porwania.
Od 2014 jej mężem jest Kambiz Foroohar, z którym ma jedno dziecko.